# 10484 Hecht
10484 Hecht (1983 WM) là một tiểu hành tinh vành đai chính được phát hiện ngày 28 tháng 11 năm 1983 bởi E. Bowell ở trạm Anderson Mesa thuộc đài thiên văn Lowell.